# Снупі та Чарлі Браун: Дрібнота у кіно
«Снупі та Чарлі Браун: Дрібнота у кіно» (англ. Snoopy and Charlie Brown: The Peanuts Movie) — американський 3D-анімаційний пригодницько-комедійний фільм, знятий Стівом Мартіно за комік-стрічкою Peanuts Чарльза М. Шульца. Прем'єра стрічки в Україні відбулась 24 грудня 2015 року.

## Голосовий акторський склад
- Ноа Шнапп — Чарлі Браун
- Білл Мелендес — Снупі / Вудсток
- Крістін Ченовет — Фіфі
- Гедлі Белль Міллер — Люсі ван Пельт
- Меріель Шітс — Саллі Браун

## Український дубляж
- Констянтин Чернокрилюк — Чарлі Браун
- Галина Дубок — Люсі
- Арсен Шавлюк — Франклін
- Олег Александров — Пігпен
- Маргарита Пістоляк — Саллі
- Анастасія Багінська — Руденька дівчинка
- Георгій Чернокрилюк — Лінас
- Єлизавета Баліцька — Марсі
- Віктор Григор'єв — Шермі
- Максим Чумак — Шредер
- Катерина Манузіна — Вайолет
- Марія Нікітенко — Фріда
- Софія Лезіна — Патті
- Лейла Султанія-Кім — дитяча гуртівка дівчаток
- Еліз Гюллєр — дитяча гуртівка дівчаток
- Стас Ковальський — дитяча гуртівка хлопчиків
- Дмитро Зленко — дитяча гуртівка хлопчиків

Фільм дубльовано студією «Постмодерн» на замовлення компанії «Deluxe Digital» у 2015 році.
- Переклад — Сергія Ковальчука
- Режисер дубляжу — Катерина Брайковська
- Звукорежисер — Антон Семикопенко
- Менеджер проекту — Ірина Туловська
- Диктор — Андрій Мостренко

## Відеогра
3 листопада 2015 року на основі фільму компанія Activision випустила відеогру The Peanuts Movie: Snoopy's Grand Adventure (укр. «Дрібнота у кіно: Великі пригоди Снупі») для таких гральних консолей, як Xbox 360, Nintendo 3DS, Wii U, Xbox One та PlayStation 4.